# Vannella calycinucleolus
Vannella calycinucleolus – gatunek ameby należący do rodziny  Vannellidae z supergrupy Amoebozoa według klasyfikacji Cavaliera-Smitha.
Forma pełzająca jest kształtu łopatkowatego, wachlarzowatego, owalnego albo półokręgu. Hialoplazma zajmuje połowę lub więcej całkowitej długości pełzaka, tylny koniec ciała jest prosty, czasami wypukły. Osobnik dorosły osiąga wielkość 20 – 56 μm. Posiada pojedyncze jądro o średnicy 3,7 – 7,5 μm z centralnie umieszczonym jąderkiem kielichowatego kształtu.
Forma swobodnie pływająca posiada kilka nierównej długości, tępo zakończonych pseudopodiów.
Występuje w morzu.